# FVWM-Crystal
FVWM-Crystal – nakładka (temat) na FVWM,  ułatwiająca korzystanie z tego środowiska. Posiada zestaw domyślnych stylów i recept. Dużą część opcji konfiguracyjnych można edytować z poziomu menu.
Wygląd FVWM-Crystal charakteryzuje się dużą przezroczystością. Ogólny schemat wyglądu można wybrać spośród wielu dostępnych recept. W zależności od wybranej receptury menu główne lub menu aplikacji może znajdować się na panelu na pulpicie, lub można je aktywować (zwykle lewym przyciskiem myszy). Prawy przycisk myszy służy domyślnie do uruchamiania okna terminalu tekstowego.
FVWM-Crystal wymaga do działania FVWM jako "bazy". Może wykorzystywać również Rox Filera lub Nautilusa jako menedżer plików (trzyma ikony na pulpicie), xterm, aterm, mrxvt lub urxvt jako emulator terminala, MPD, XMMS, XMMS2 albo Quod Libet jako odtwarzacze multimedialne (posiada wbudowane narzędzia do kontrolowania tych programów). FVWM-Crystal zachowuje przy tym niskie zużycie zasobów systemowych.
Projekt został zainicjowany przez Macieja Delmanowskiego.